# Huatai Securities
Huatai Securities — китайская финансовая компания, одна из крупнейших брокерских компаний КНР. В списке крупнейших компаний мира Forbes Global 2000 за 2021 год Huatai Securities заняла 618-е место (1456-е по размеру выручки, 426-е по чистой прибыли, 346-е по активам и 1357-е по рыночной капитализации). Штаб-квартира расположена в Нанкине, административном центре провинции Цзянсу.

## История
Компания была основана в 1990 году под названием Jiangsu Securities Company («Цзянсу Секьюритиз Компани»), в 1999 году название было изменено на Huatai Securities («Хуатай Секьюритиз»). В июле 2009 года была куплена компания Xintai Securities. В 2010 году акции компании были размещены на Шанхайской фондовой бирже, а в 2015 году — на Гонконгской; в 2019 году глобальные депозитарные расписки компании начали котироваться на Лондонской фондовой бирже. В 2016 году в США была куплена компания AssetMark.

## Акционеры
Крупнейшими акционерами являются три компании, контролируемые администрацией провинции Цзянсу: Jiangsu Guoxin Investment Group (14,9 %), Jiangsu Communications Holding (5,39 %) и Govtor Capital Group (3,92 %). Компания Huatai Securities, в свою очередь, является акционером Bank of Jiangsu (5,63 % акций).

## Деятельность
Сеть компании на 2020 год насчитывала 243 отделения в КНР, наибольшее их число в провинциях Цзянсу (95), Хубэй (29), Гуандун (23) и в Шанхае (15).
Выручка за 2020 год составила 40,5 млрд юаней, из них 18,5 млрд пришлось на комиссионные доходы, 11 млрд — на процентный доход, 10,2 млрд — на инвестиционный доход. На зарубежные операции пришлось 14 % выручки.
Подразделения по состоянию на 2020 год:
- Управление частным капиталом — управление капиталом крупных частных клиентов; выручка 19,5 млрд юаней.
- Услуги для институциональных клиентов — брокерские услуги, размещение акций и облигаций на фондовых биржах, хранение активов в депозитариях, управление фондами; выручка 10,5 млрд юаней.
- Инвестиционный менеджмент — управление активами инвестиционных фондов и компаний (активы под управлением составили 485 млрд юаней); выручка 4,1 млрд юаней.
- Международные операции — услуги китайским компаниям, желающим выйти на международные рынки, и зарубежным компаниям, желающим работать в КНР; работает через дочерние компании в Гонконге и США; выручка 5,6 млрд юаней.

## Дочерние компании
Основные дочерние компании на 2020 год:
- Huatai United Securities Co., Ltd. (основана в 1997 году, инвестиционный банкинг, КНР)
- Huatai Futures Co., Ltd. (основана в 1995 году, фьючерсные сделки, КНР, 60 %)
- Huatai Purple Gold Investment Co., Ltd. (основана в 2008 году, инвестиции, КНР)
- Huatai Financial Holdings (Hong Kong) Limited (основана в 2006 году, брокерские услуги, Гонконг)
- Huatai International Financial Holdings Co., Ltd. (основана в 2017 году, брокерские услуги, Гонконг)
- Huatai Innovative Investment Co., Ltd. (основана в 2013 году, альтернативные инвестиции, КНР)
- Huatai Securities (Shanghai) Assets Management Co., Ltd. (основана в 2014 году, управление активами, КНР)
- Shenzhen Huatai Ruilin Equity Management (основана в 2014 году, инвестиции, КНР, 31 %)
- Beijing Huatai Ruihe Medical Industry Investment (основана в 2015 году, инвестиции, КНР, 45 %)
- Yili Suxin Investment Fund (основана в 2016 году, инвестиции, КНР, 24,73 %)
- AssetMark Financial Holdings, Inc. (основана в 1996 году, управление активами, США, 70,27 %)
- Huatai Great Wall Capital Management Co., Ltd (основана в 2013 году, операции на товарно-сырьевых биржах, КНР)
- Huatai Great Wall Investment Management Co., Ltd (основана в 2017 году, инвестиционный менеджмент, КНР)